# Hauptfriedhof Mainz

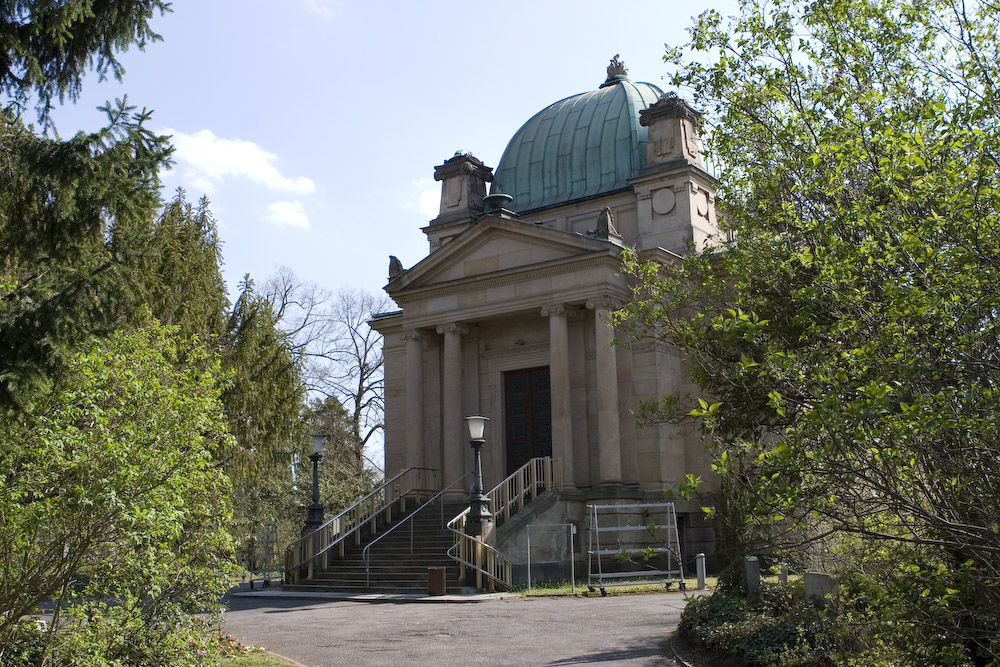
Altes Krematorium Hauptfriedhof Mainz

Der Hauptfriedhof Mainz ist die 1803 unter französischer Administration angelegte größte Begräbnisstätte in Mainz. Er war Vorbild für den ein Jahr später angelegten Friedhof Père-Lachaise in Paris. Nicht nur zahlreiche prominente Mainzer fanden hier ihre letzte Ruhe; es befinden sich auch Ehren- und Kriegsgräberanlagen auf dem Gelände, so zum Beispiel der Deutsche Ehrenhof.
Der Hauptfriedhof und zahlreiche seiner Denkmäler sind heute als Kulturdenkmäler ausgewiesen und in der „Denkmalzone Hauptfriedhof“ zusammengefasst, siehe: Liste der Kulturdenkmäler in Mainz-Oberstadt.

## Geschichte
Schon in römischer Zeit und bis ins 8. Jahrhundert n. Chr. war das Gelände des heutigen Hauptfriedhofes für Begräbnisse genutzt worden. Anfang des fünften Jahrhunderts erlitt angeblich Aureus an dieser Stelle den Märtyrertod. Zeitweise stand hier eine Kapelle. 1803 setzte Jeanbon St. André, der Präfekt des Départements Donnersberg und damalige Mainzer Bürgermeister, ein kaiserliches Dekret vom 23. Prairial des Jahres XII (1804) um, nach dem Grabstätten künftig nicht mehr als Kirchhöfe innerhalb der Stadtgrenzen angelegt werden durften, sondern unter die Aufsicht der politischen Gemeinde gestellt und außerhalb der Stadt eingerichtet werden sollten. Hintergrund dieser Anweisung war die Tatsache, dass am Ende des 18. Jahrhunderts das linke Rheinufer unter französische Herrschaft gekommen war. In der Folge waren Klöster aufgelöst und die Spitäler zu einem Hospital zusammengelegt worden. Die Anzahl der kirchlichen und damit mit einem Friedhof verbundenen Einrichtungen war damit drastisch gesunken und es herrschte ein Mangel an Grabstätten. Vor allem sprachen jedoch hygienische Gründe für einer Verlagerung der Bestattungsorte außerhalb der Stadt.
Umgesetzt wurde die Anweisung vom Mainzer Bürgermeister Franz Konrad Macké. Im Zahlbachtal wurde auf einem Gelände, das bisher zum Kloster Dalheim gehört hatte, der neue zentrale christliche Friedhof angelegt. Das Gelände war schon vor 2000 Jahre in römischer Zeit Begräbnisstätte. Später wurden hier einige der Mainzer Bischöfe beerdigt, darunter Aureus, dessen Gebeine später in das Kloster St. Alban und Heiligenstadt umgebettet. Deshalb resultiert die Bezeichnung „Heiliges Tal“ für das Zahlbachtal sowie der Mainzer Ausspruch „Komm wir gehen zum Aureus“ für einen Besuch auf dem Hauptfriedhof.
Nachdem der Judensand, der alte jüdische Friedhof in der Mombacher Straße, nicht mehr weitergenutzt werden durfte, da er nun zur Innenstadt zählte, wurde 1881 südlich des Mainzer Hauptfriedhofs ein neuer jüdischer Friedhof angelegt.
Der Mainzer Hauptfriedhof umfasste zunächst ein nahezu rechteckiges Gelände von elf Morgen Größe, wurde aber mehrfach erweitert. Zunächst ohne ordnendes Wegesystem geplant, weist er heute bei einer Größe von etwa 22 Hektar eine Grobgliederung in 75 Felder im Hauptteil, 14 Felder im jenseits der Saarstraße gelegenen Urnenhain und ein geometrisches Wegenetz auf. Die Hauptachsen sind durch Alleen gekennzeichnet. Wegen seines alten Baum- und anderen Pflanzenbestandes gilt der Hauptfriedhof heute als eine der wichtigsten Mainzer Grünanlagen.

## Bauwerke
Die 1804 errichtete hölzerne Trauerhalle in der Nordostecke des Friedhofes war eines der ersten Bauwerke dieser Art in Deutschland. Sie wurde aber ebenso wie die Aureuskapelle durch Luftangriffe 1945 zerstört. Seit 1903 befindet sich auf dem Friedhofsgelände auch ein Krematorium von dem Architekten Josef Hassinger, eines der ersten Bauten dieser Art in Deutschland, das 1996 modernisiert wurde. Aufgrund emissionrechtlicher Auflagen musste am Eingang Untere Zahlbacher Straße im Jahre 2010 ein neues Krematorium in Betrieb genommen und das alte nach 107 Jahren stillgelegt werden. Eine Nachnutzung als Kolumbarium ist vorgesehen.

## Grabstätten

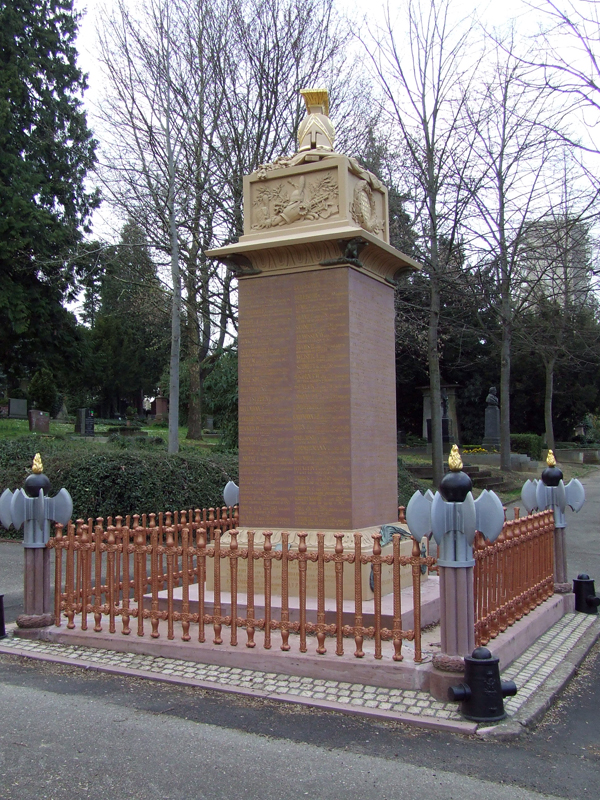
Franzosendenkmal

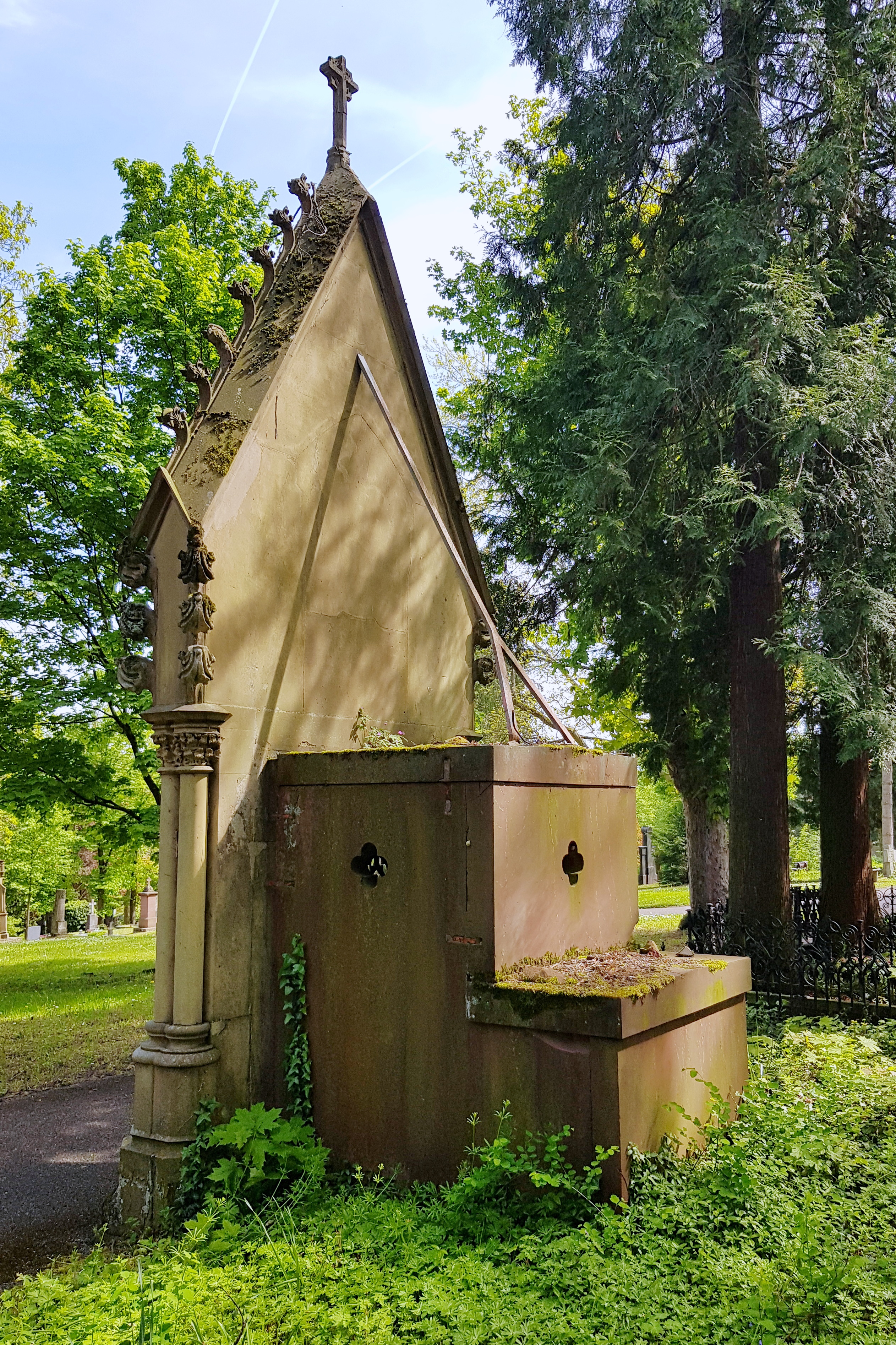
Portalgruft nahe dem historischen Krematorium

Gab es zunächst Pläne, den Mainzer Hauptfriedhof zu Beginn des 21. Jahrhunderts zu schließen, wurden diese jedoch verworfen, sodass der Friedhof auch heute noch als Begräbnisstätte genutzt wird. Zahlreiche Grabdenkmäler aus den vergangenen Jahrhunderten machen ihn zudem für historisch und kunstgeschichtlich Interessierte besuchenswert. Neben Familien- und Einzelgräbern gibt es auch Denkmäler und Gräber etwa von Kriegsopfern und von in Mainz verstorbenen französischen Soldaten, wie zum Beispiel der Napoleonstein, das „größere Franzosendenkmal“ gestaltet von Louis-Henri Nicot, oder das „Preußen-Denkmal“, das in Erinnerung an die am 21. Mai 1848 im Straßenkampf mit Mainzer Revolutionären getöteten Repräsentanten der Macht errichtet wurde. Es existiert auch ein Denkmal für die Opfer der Pulverturmexplosion vom 18. November 1857 aus Mauerteilen des Turmes, welche bis zum Friedhof geschleudert wurden.
Bemerkenswert sind insbesondere die beiden „Gruftenstraßen“ mit Gruftanlagen bedeutender Mainzer Familien. Der älteste noch erhaltene Grabstein stammt aus dem Jahre 1805. Insgesamt sind über 230 Grabsteine und Denkmäler auf dem Hauptfriedhof denkmalgeschützt und wurden zum Teil erst in den letzten Jahren wieder von wuchernden Pflanzen freigelegt.
Eine Besonderheit auf dem Hauptfriedhof Mainz sind die „Portalgruften“ auf einer der Gruftenstraßen, auch „Backofengruften“ genannt. Sie wurden in der Zeit von 1850 bis 1879 angelegt und finden sich auf sonst keinem Friedhof in Deutschland. Es handelt sich um unterirdische Gruften mit Kammern für Särge, die über eine Treppe erreichbar sind. Oberhalb der Gruft befindet sich immer ein Portal, das rückwärtig abgestützt wird und eine Umfriedung hat. Sie sollten Begräbnisplatz sparen.

## Gräber bekannter Persönlichkeiten
Zahlreiche bekannte Persönlichkeiten wurden auf dem Mainzer Hauptfriedhof bestattet, etwa
- Bernhard Adelung (1876–1943), sozialdemokratischer Politiker, Mainzer Bürgermeister und Staatspräsident des Volksstaates Hessen.
- Jeanbon St. André (1749–1813), französischer Präfekt des Département du Mont-Tonnerre (Donnersberg) mit Sitz in Mainz
- Franz Ambros Alexander (1753–1802), Musikalienhersteller
- Fritz Arens (1912–1986), Kunsthistoriker
- Auguste Arens von Braunrasch (1824–1901), Schriftstellerin
- Ludwig Becker (1855–1940), Kirchenarchitekt
- Philipp Anton Bembé (1799–1861), Möbelhersteller
- Philipp Johann Berdellé (1838–1903), Architekt, u. a. Mainzer Hauptbahnhof
- Heinrich Bone (1813–1893), Philologe und Pädagoge, Verfasser katholischer Kirchengesangbücher
- Carl Friedrich Bruch (1789–1857), Ornithologe
- Peter Cornelius (1824–1874), Komponist
- Eduard David (1863–1930), führender SPD-Politiker der Kaiserzeit und der Weimarer Republik
- Eduard Duller (1809–1853), Dichter, Schriftsteller, Prediger der Deutschkatholischen Gemeinde (heute: Freireligiöse Gemeinde Mainz)
- Wilhelm Ehrhard (1884–1936), Rechtsanwalt, Mainzer Oberbürgermeister von 1931 bis 1933
- Jockel Fuchs (1919–2002), Mainzer Oberbürgermeister von 1965 bis 1987
- Carl Gassner (1855–1942), Mediziner und Erfinder der Trockenbatterie
- Heinrich Gassner (1847–1905), Mainzer Oberbürgermeister von 1894 bis 1905
- Paul Haenlein (1835–1905), Ingenieur, Luftfahrtpionier
- Ida Hahn-Hahn (1805–1880), Schriftstellerin, Lyrikerin und Ordensgründerin
- Adam Henkell (1801–1866), Sekthersteller (Henkell & Co.)
- Karl Holzamer (1906–2007), Philosoph, Gründungsintendant des ZDF
- Elsa „Else“ Huber (1883–1950), Textilkünstlerin
- Mathilde Huber (1876–1927), Malerin und Textilkünstlerin
- Patriz Huber (1878–1902), Mitglied der Darmstädter Künstlerkolonie
- Marcus Fidelis Jaeck (1768–1845), katholischer Theologe und Geistlicher, Domherr und Regens des Priesterseminars in Mainz
- Franz Gedult von Jungenfeld (1778–1840), Mainzer Bürgermeister von 1814 bis 1831
- Friedrich Kellner (1885–1970), Autor dokumentarischer Aufzeichnungen in der Zeit des Naziregimes in Deutschland
- Johann Maria Kertell (1771–1839), Abgeordneter in der zweiten Ständekammer im Landtag des Großherzogtums Hessen, Gründer der Mainzer Ranzengarde
- Josef Klein (1904–1973), Motorradrennfahrer
- Hans Klenk (1906–1983), Gründer der Hakle-Werke
- Karl Kohl (1881–1943), Brauherr Bierbrauerei zur Sonne
- Eduard Kreyßig (1830–1897), Mainzer Stadtbaumeister
- Christian Adalbert Kupferberg (1824–1876), Kaufmann, Gründer der Kupferberg-Sektkellerei
- Joseph Laské (1816–1865), Stadt- und Dombaumeister
- Friedrich Lehne (1771–1836), Jakobiner, Bibliothekar und Geschichtsforscher
- Adam Franz Lennig (1803–1866), Theologe, er wurde 1845 in das Mainzer Domkapitel aufgenommen und 1852 von Bischof Emanuel Ketteler zum Domdekan ernannt.
- Ludwig Lindenschmit der Ältere (1809–1893), bedeutender Prähistoriker. Gründer des heutigen Römisch-Germanischen Zentralmuseums (RGZM)
- Karl von Loehr (1875–1958), deutscher Architekt
- Franz Konrad Macké (1756–1844), Mainzer Maire 1793 und 1800–1814 sowie Bürgermeister von 1831 bis 1834
- Nikolaus Müller (1770–1851), Maler, Schriftsteller, Jakobiner
- Ernst Neger (1909–1989), Mainzer Fastnachtsgröße
- Walter Nicolai (1933–2018), deutscher Altphilologe
- Roden Noel (1834–1894), britischer Dichter und Essayist
- Fritz Ohlhof (1889–1946), sozialistischer Politiker und Gewerkschafter
- Aloys Ruppel (1882–1977), Bibliothekar, Archivar und Historiker
- Karl Anton Schaab (1761–1855), großherzoglich hessischer Kreisrichter, Friedensrichter, Mainzer Historiker und Lokalschriftsteller
- Otto Schmidtgen (1911–1964), Musiker, Kapellmeister, Musikdirektor und Professor
- Woldemar von Schleswig-Holstein-Sonderburg-Augustenburg (1810–1871), 1866 bis 1871 Gouverneur der Festung Mainz und Mainzer Ehrenbürger
- Franz Schott (1811–1874), Mainzer Bürgermeister von 1865 bis 1871, Musikverleger
- Friedrich Schütz (1936–2007), Historiker und Archivar, Direktor des Mainzer Stadtarchivs und des Mainzer Fastnachtsmuseums
- Fritz Straßmann (1902–1980), einer der Entdecker der Kernspaltung.
- Philipp Veit (1793–1877), Maler
- Philipp Wasserburg (1827–1897), katholischer Publizist und Schriftsteller, ultramontaner Politiker
- Carl Weiser (1811–1865), Mitbegründer des Mainzer Carneval-Vereins und erster Branddirektor von Mainz
- Kathinka Zitz-Halein (1801–1877), Schriftstellerin
- Carl Zulehner (1805–1847), der in Mainz gestorbene österreichische Regiments-Kapellmeister, Arrangeur des Narrhallamarschs

## Galerie

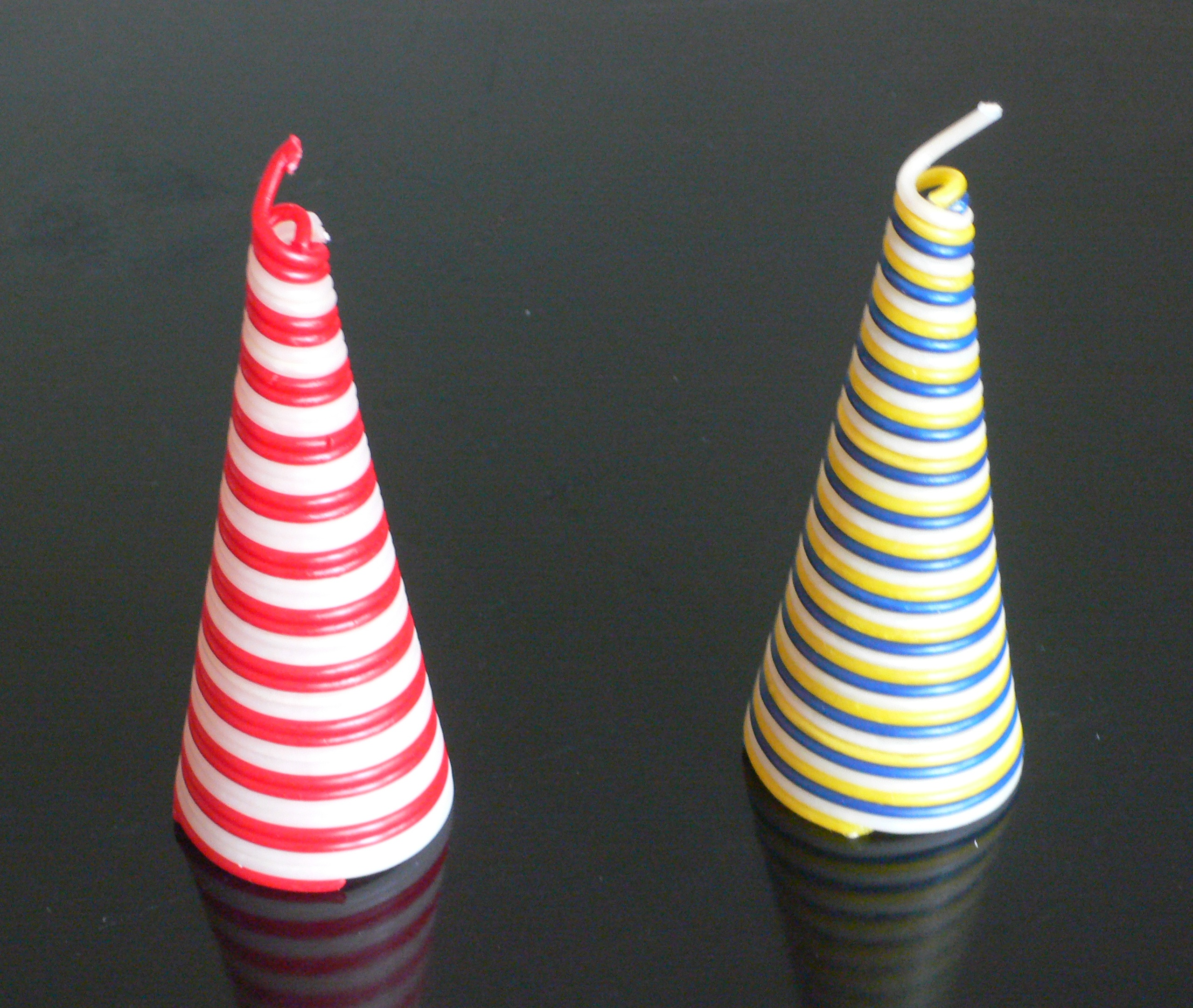
Zwei Mainzer Newweling

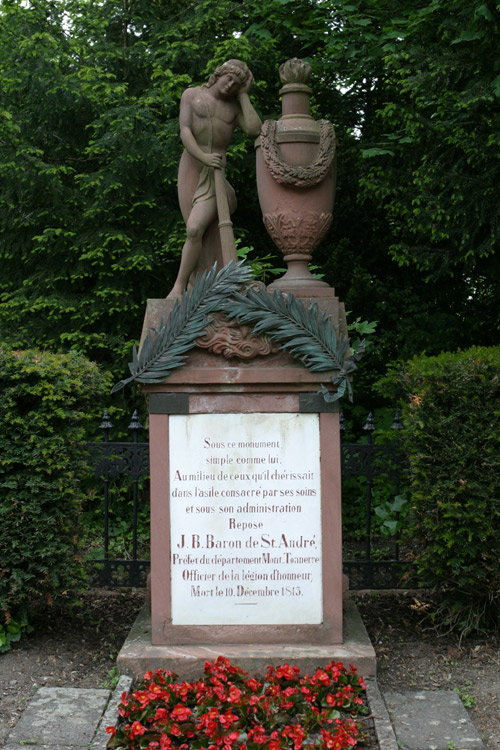
Jeanbon St. André
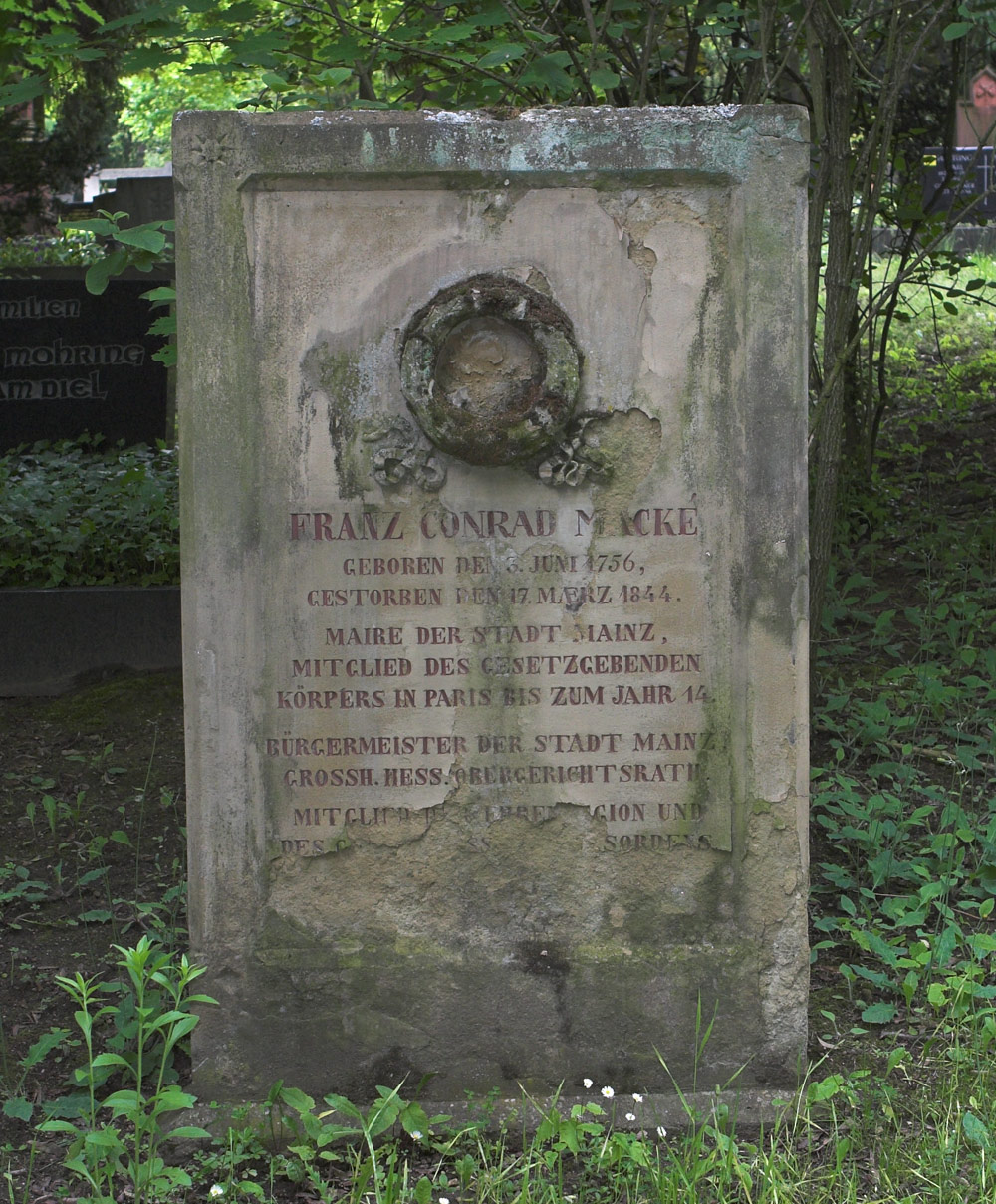
Franz Conrad Macké
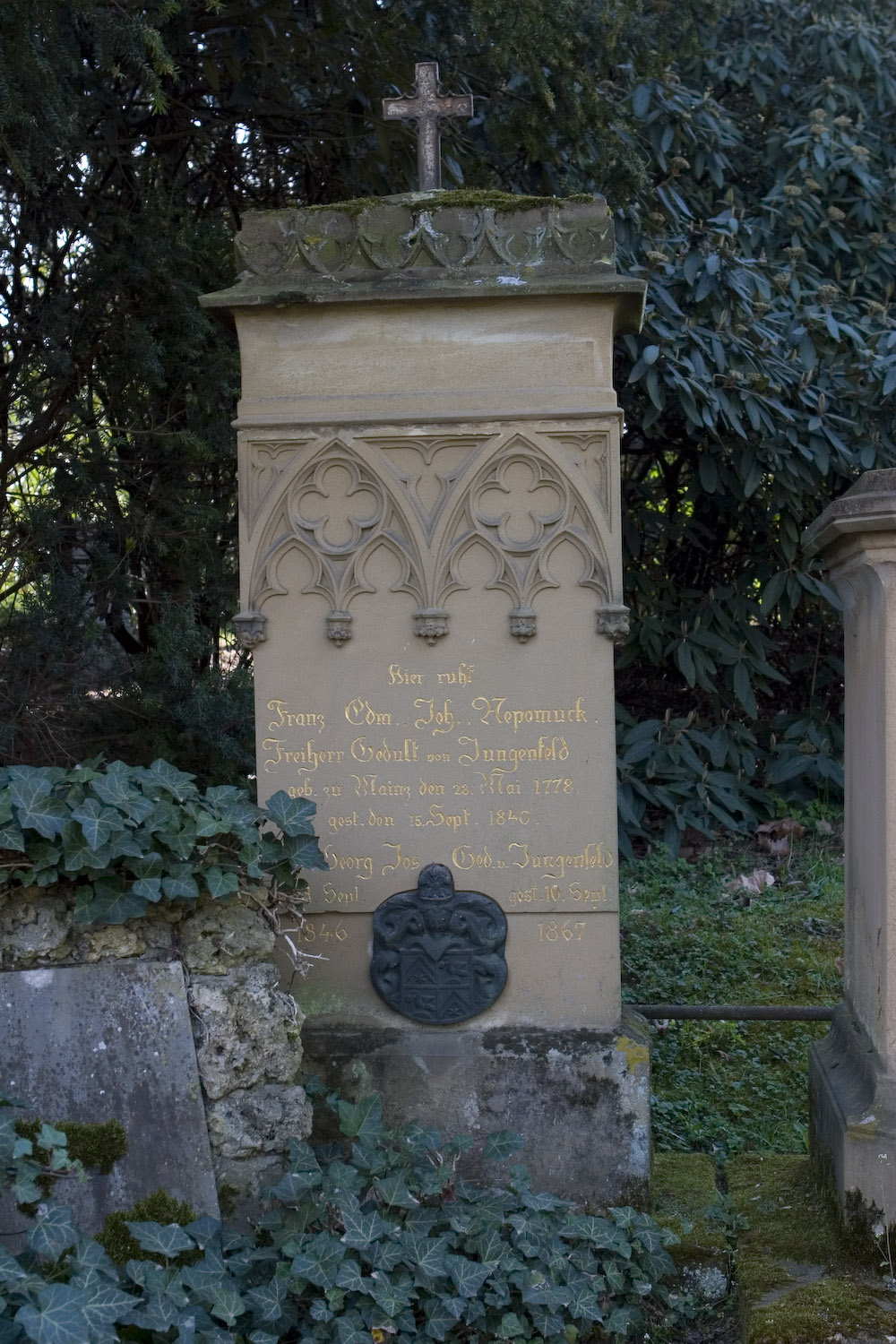
Franz Freiherr Gedult von Jungenfeld
Heinrich Gassner
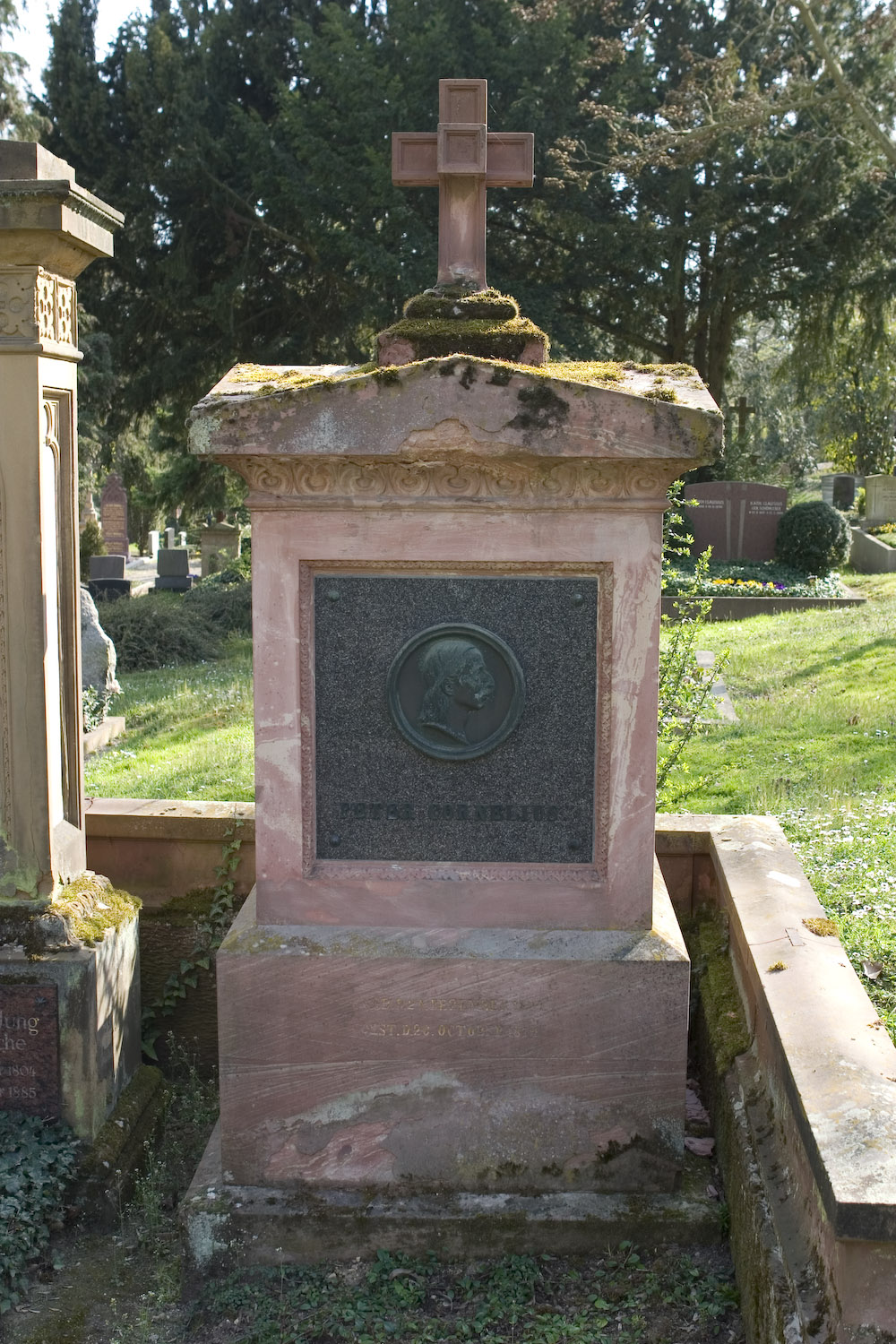
Peter Cornelius
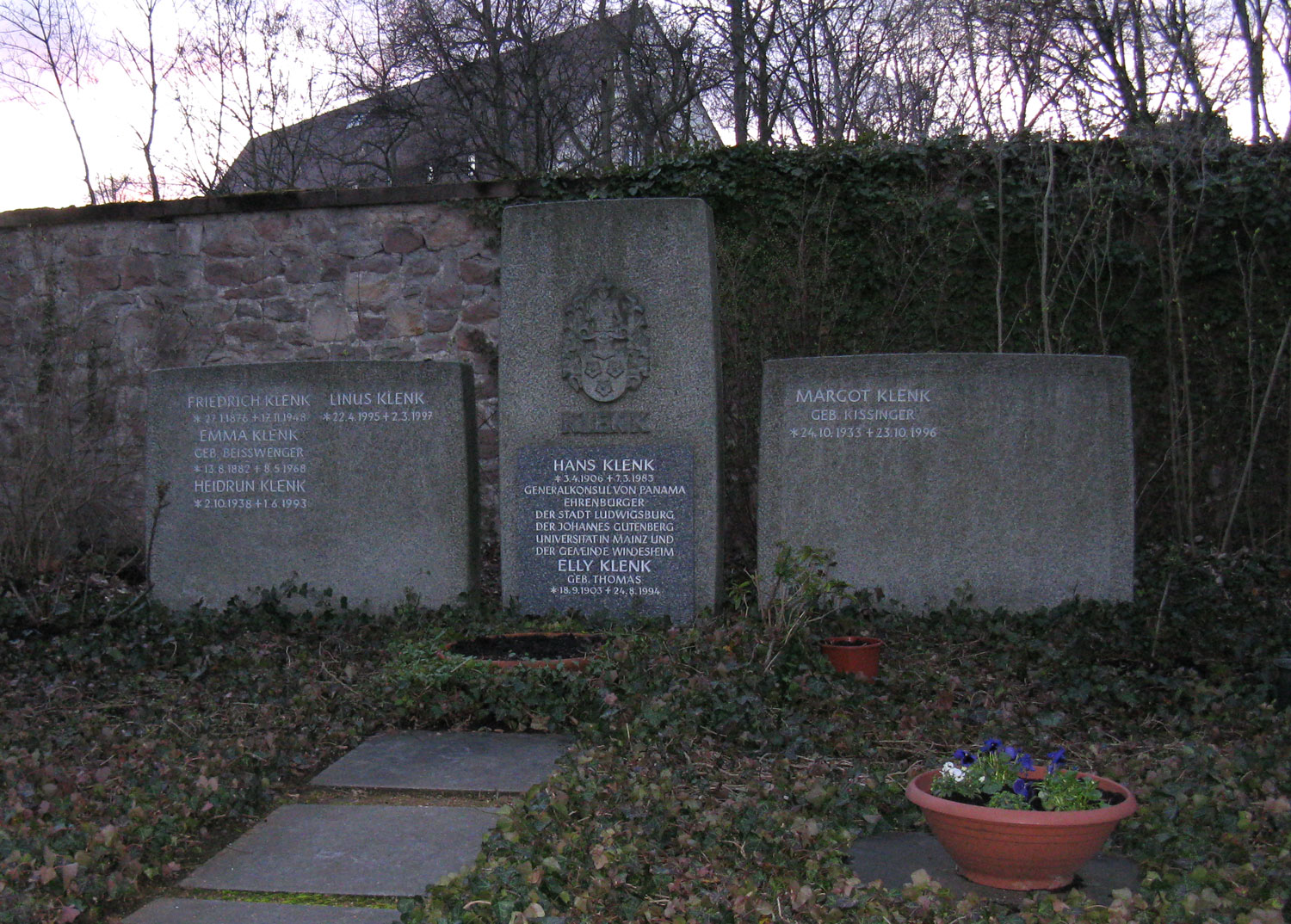
Hans Klenk
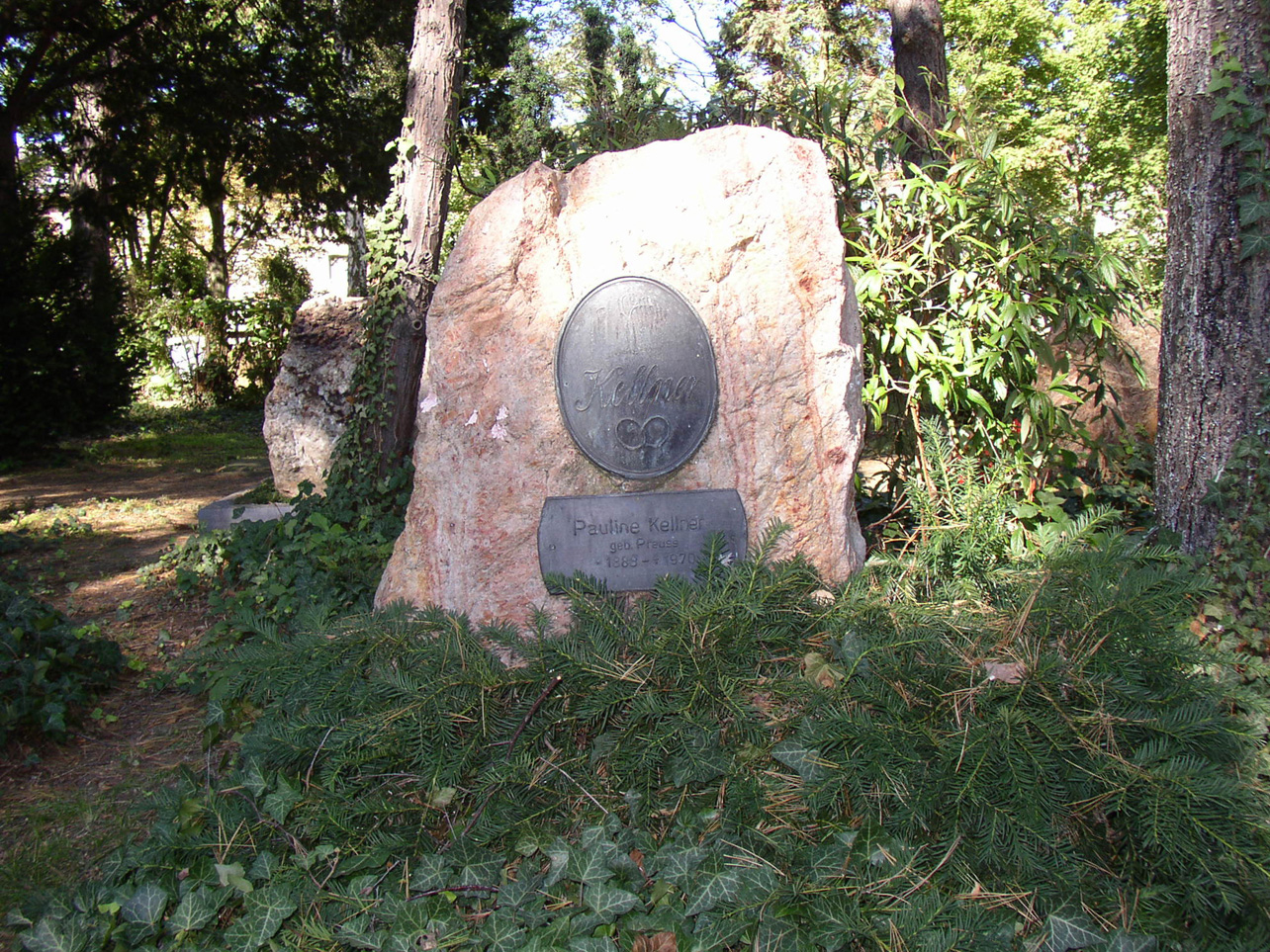
Friedrich Kellner
Johann Maria Kertell
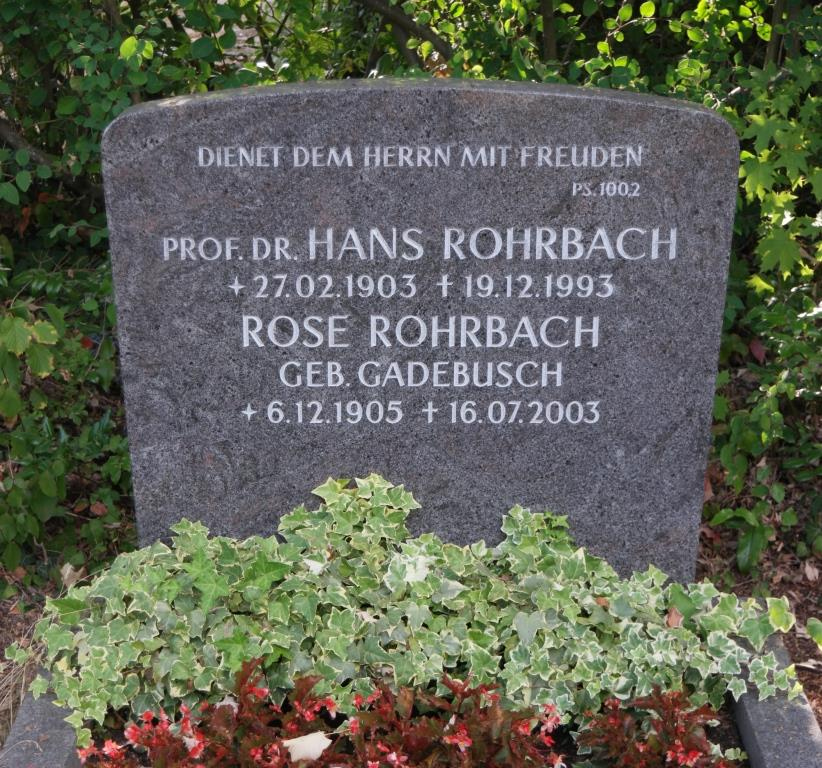
Hans Rohrbach

## Besonderheiten
Seit 2004 findet jedes Jahr am 1. November (Allerheiligen) der Tag des Friedhofs statt. An diesem Tag werden Führungen über den Friedhof, ausgewählte Gruften und das Krematorium angeboten. Eine weitere Besonderheit auf den Mainzer Friedhöfen an Allerheiligen und Allerseelen ist die Newweling-Kerze, die zum Totengedenken nur auf den Mainzer Friedhöfen aufgestellt wird.

## Auszeichnungen
Im Jahre 2005 wurde der Hauptfriedhof Mainz in die Liste der bedeutendsten Friedhöfe Europas aufgenommen, eine Auszeichnung der European Association of Significant Cemeteries. Bei der Wahl der schönsten Friedhöfe Deutschlands 2012 erreichte der Mainzer Hauptfriedhof nach dem Ohlsdorfer Friedhof in Hamburg und dem Waldfriedhof in München den dritten Platz.